# スティーブン・レビー
スティーブン・レビー（英: Steven Levy, 1951年 - ）は、アメリカのジャーナリストであり、WIREDの編集者である。コンピュータ、テクノロジー、暗号理論、インターネット、サイバーセキュリティ、プライバシーに関する記事を多くの出版物に寄稿している。1984年の書籍『ハッカーズ』の著者であり、初期のコンピュータサブカルチャーを記録している。レビーは、ハッカー文化、人工知能、暗号学、そしてApple、Google、Facebookの数年にわたる調査報道を扱った8冊の本を出版している。彼の最新の著書『Facebook: The Inside Story』は、Facebookの歴史と成長を、従業員との3年間のインタビューを通じて語っており、インタビュー対象にはチャマス・パリハピティヤ、シェリル・サンドバーグ、マーク・ザッカーバーグが含まれている。

## 幼少期と教育
レビーは1951年にフィラデルフィアで生まれた。その後、セントラル高校を卒業し、テンプル大学で英語の学士号を取得した。また、ペンシルベニア州立大学で文学の修士号を取得した。

## キャリア
1970年代中頃、スティーブン・レビーはフリーランスのジャーナリストとして活動し、『フィラデルフィア・インクワイアラー』のToday誌に頻繁に寄稿していた。1976年には、フィラデルフィアで起こる出来事を紹介する週刊誌『Free Times』の創設共同編集者となった。1978年には、ニュージャージー州の月刊誌『ニュージャージー・マンスリー』のシニアエディターとなり、病理学者のトマス・シュトルツ・ハーヴェイ博士がカンザス州ウィチタのオフィスに浮かんでいたアルベルト・アインシュタインの脳を発見した記事を報じた。
1980年代には、レビーはテクノロジーに焦点を当てるようになった。1981年、『ローリング・ストーン』はハッカーに関する記事をレビーに依頼し、それは1984年に『ハッカーズ』という本に拡張された。彼は「ハッカー倫理」を説明し、すべての情報は自由であるべきとして、生活をより良くするために変化すべきだと述べた。また、レビーはスチュアート・ブランドの『Whole Earth Software Catalog and Review』に寄稿した。彼は『Popular Computing』の寄稿編集者でもあり、同誌で月刊コラムを執筆していた。コラムは、最初は「Telecomputing」と呼ばれ、後に「Micro Journal」、「Computer Journal」と改名され、1983年4月から1985年12月まで執筆を続けた。1986年12月、レビーは『Macworld』のゲーム殿堂を創設し、『Macworld』は2009年まで毎年これを発表した。レビーは2冊目の本ではテクノロジー分野から離れ、ヒッピーでアースデイの共同創設者であるアイラ・アインホーンの殺人事件に関する本を1988年に出版し、1999年にはナオミ・ワッツ主演でNBCのミニシリーズ『The Hunt for the Unicorn Killer』として放送された。レビーの1992年のAIに関する本『人工生命』は、ロサンゼルス・タイムズの科学技術部門のブック賞の最終候補となった。1994年には『Insanely Great』というMacに関する本を出版した。
レビーは1995年に『ニューズウィーク』に技術ライター兼シニアエディターとして参加した。2004年7月、レビーは『ニューズウィーク』で表紙記事を発表し（その中でAppleのCEOスティーブ・ジョブズとのインタビューも掲載された）、Appleが公式に発表する前に第4世代のiPodを世界に紹介した。彼はその後、iPodに関する記事をまとめた本『The Perfect Thing』を2006年に出版した。
2014年、レビーはテクノロジーブログ『Backchannel』を共同創設し、2017年に『WIRED』に統合された。2008年以降、レビーは『WIRED』でライター兼編集者として活動している。キャリアの中で、レビーは『ハーパーズ・マガジン』、『ニューヨーク・タイムズ・マガジン』、『ザ・ニューヨーカー』、『Premiere』などの出版物にフリーランスとして記事を寄稿している。

## 私生活
彼は妻のテレサ・カーペンターと共にニューヨークに住んでいる。テレサ・カーペンターはピューリッツァー賞を受賞した真実の犯罪と歴史に関する作家である。また、息子がいる。

## 著作

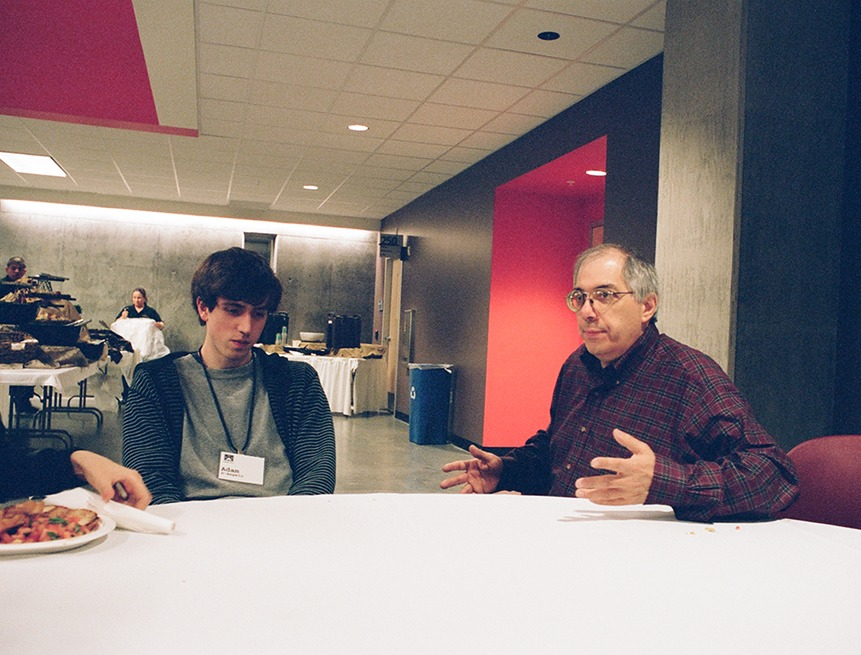
スティーヴン・レビーとアダム・ディアンジェロ（左）

### 書籍
- 『ハッカーズ』（1984年）
- 『The Unicorn's Secret: Murder in the Age of Aquarius』（1988年）
- 『人工生命』（1992年）
- 『Insanely Great: The Life and Times of Macintosh, the Computer That Changed Everything』（1994年）
- 『暗号化（英語版）』（2001年）
- 『The Perfect Thing: How the iPod Shuffles Commerce, Culture, and Coolness』（2006年）
- 『In The Plex: How Google Thinks, Works, and Shapes Our Lives』（2011年）
- 『Facebook: The Inside Story』（2020年）

### エッセイと報道
- スティーブン・レビー (1982年11月). “Me and My Computer”. Playboy Guide: Electronic Entertainment 2 (2):  38–41, 84.
- スティーブン・レビー (2013年12月). “Like minds”. Wired 21 (12):  234–244.[注釈 1]